# Fritz Lucke
Fritz Paul Karl Lucke (* 5. Juli 1902 in Berlin; † 30. Mai 1991 in Oldenburg) war ein deutscher Journalist. 

## Leben
Lucke besuchte die Oberrealschule und die Universität in seiner Geburtsstadt Berlin. Seine Laufbahn als Journalist begann 1920 mit einem Volontariat bei der Tageszeitung Die Post. Ab dem Folgejahr arbeitete er in verschiedenen Positionen für Alfred Hugenbergs Scherl-Verlag. Zunächst war er Chef vom Dienst der illustrierten Tageszeitung Der Tag und der Berliner Illustrierten Nachtausgabe. 1931 wurde er stellvertretender Hauptschriftleiter und 1933 schließlich Hauptschriftleiter (Chefredakteur) der Blätter Berliner Nachtausgabe und Montag. Im Mai 1933 trat Lucke der NSDAP bei (Mitgliedsnummer 3054075). Darüber hinaus war Lucke auch Mitglied der SA. Ein Jahr später, 1934, wurde Fritz Lucke Hauptschriftleiter des Berliner Lokal-Anzeigers.
Neben seiner Tätigkeit als Hauptschriftleiter war Lucke ab 1935 Mitglied des sechsköpfigen „Kleinen Führerrats“ an der Spitze des Reichsverbands der deutschen Presse im NS-Staat. Aufgrund der Doppelbelastung, die mit den beiden Ämtern einhergingen, schickte Lucke im Juni 1936 ein Schreiben an Karl-Heinz Pintsch, Adjutant von Hitler-Stellvertreter Rudolf Heß, in dem er um eine "ehrenvolle" Entlassung aus dem aktiven SA-Dienst bat.
Im Zweiten Weltkrieg war er Kriegsberichter und veröffentlichte Bücher.
Nach dem Zweiten Weltkrieg leitete Lucke die Oldenburger Nordwest-Zeitung (1955 bis 1972).